# Ariarates I
Ariarates I (? — 323 a.C.) foi um rei da Capadócia. Ele viveu 82 anos.
Alexandre, o Grande ignorou o Reino da Capadócia, pois estava mais preocupado em combater Dario III, assim Ariarates conseguiu passar um bom tempo como rei da Capadócia. Neste período, Ariarates juntou uma grande quantidade de dinheiro, montando um grande exército com tropas nativas e mercenários, no total de 30000 soldados de infantaria e 15000 cavaleiros.
Em 323 a.C., Pérdicas o derrotou, matando 4000 e capturando 5000, incluse o próprio Ariarates.
Pérdicas torturou e matou por empalamento  (ou crucificação ou enforcamento) Ariarates e vários de seus parentes, colocando Eumenes de Cardia como sátrapa da Capadócia. Segundo Juniano Justino, Ariaratess, após ser derrotado, matou a própria mulher e os filhos, incinerando sua própria casa com seus escravos.
Seu filho adotivo Ariarates II se retirou para a Armênia, voltando após a morte de Pérdicas e Eumenes de Cardia. Ariarates II era filho de Aryses, irmão de Ariarates I.